# Apoteosis de san Bruno (Zurbarán)
Apoteosis de san Bruno, o San Bruno en éxtasis, es el tema de un lienzo de Francisco de Zurbarán, que compone la referencia 126 en el catálogo razonado y crítico realizado por Odile Delenda, historiadora del arte especializada en este pintor.

## Introducción
San Bruno y sus seis primeros compañeros se establecieron en 1084 en unas cabañas, que con el tiempo se convertirían en la Gran Cartuja, siendo, pues, los fundadores de la orden de los Cartujos. Por ello, es lógica la representación de este santo en el retablo mayor de un monasterio cartujo.

## Datos técnicos y registrales
- Originariamente, en el retablo del altar mayor de la cartuja de Jerez de la Frontera. Segundo cuerpo, compartimento central (?); ⁣[3]
- Actualmente en el Museo de Cádiz (Inv. n° 64)
- Pintura al óleo sobre lienzo, 341 x 195 cm;
- Fecha de realización: ca.1638-1639;
- Catalogado por Odile Delenda con el número 128, y por Tiziana Frati con el 254;[4]
- Restaurado en el Museo de Cádiz en 1996-1997 por José Miguel Sánchez Peña y María del Pilar Morillo Pérez.[5]

## Descripción de la obra
Zurbarán quizás se inspiró en un lienzo representando a san Nicolás de Tolentino, firmado en 1601 por Pantoja de la Cruz, que pudo admirar en 1634, durante su primera estancia en Madrid. Una luz cruda destaca la gran silueta blanca del santo, envuelta en una atmósfera transparente. San Bruno está representado de pie, con su mano derecha alza un crucifijo hacia el Cielo, y extiende la izquierda con la palma levantada, en actitud orante. Tanto sus ojos levantados hacia el Cielo como su boca abierta denotan un estado de éxtasis.

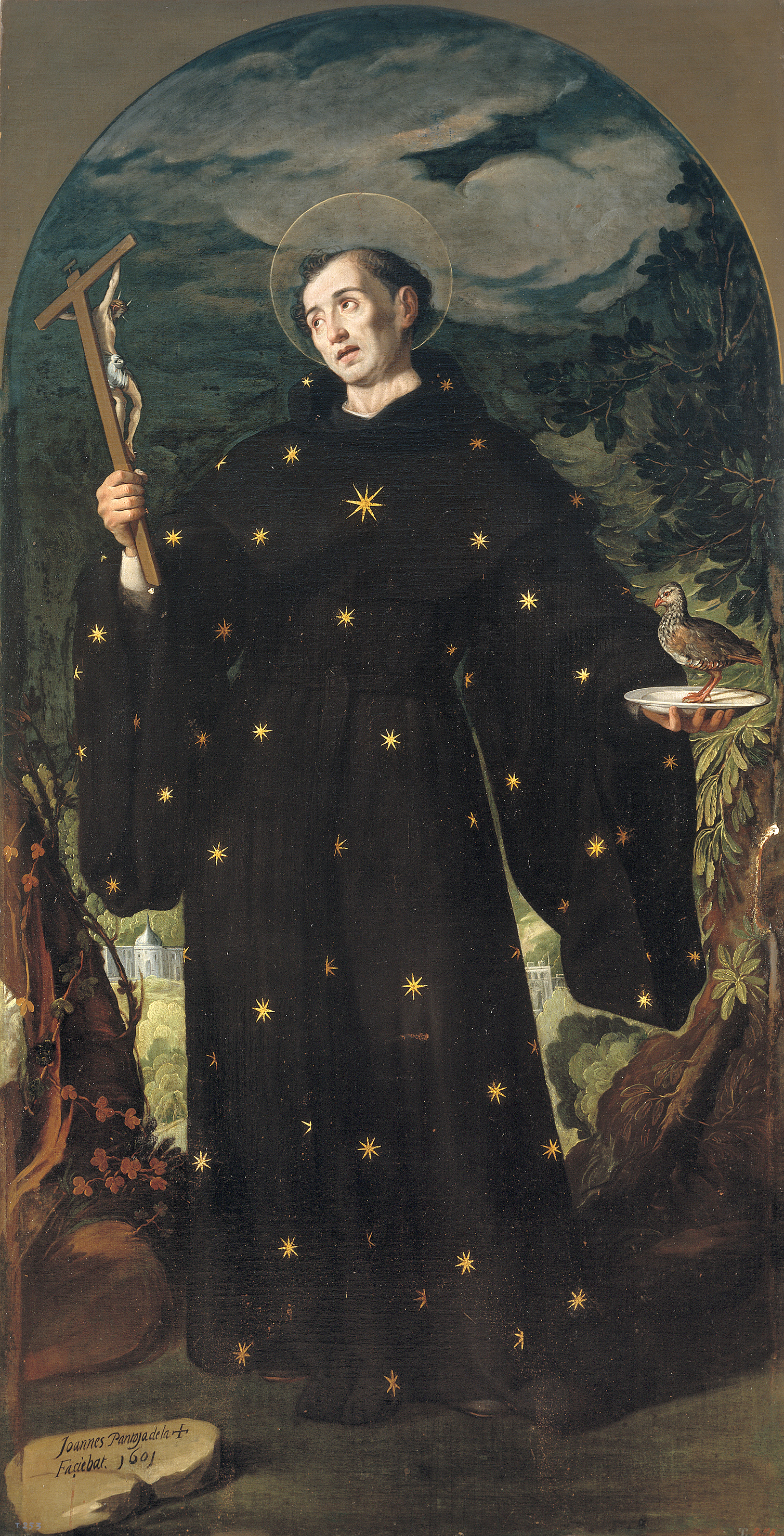
Nicolás de Tolentino, pintura de Pantoja de la Cruz

Alrededor suyo, una serie de objetos completan el significado del lienzo. En la parte derecha, un sillón ha sido abandonado por Bruno. A sus pies, la mitra y el báculo episcopales, rechazados por el futuro santo. En la parte izquierda, sobre una mesa, un gran libro abierto, apoyado sobre una calavera. En un rompimiento de gloria, unos angelotes, —muy parecidos a los de El apoteosis de san Jerónimo— componen una corona de flores para Bruno. La luz procedente del Cielo ilumina un amplio paisaje, donde aparecen los edificios de la primitiva Gran Cartuja.

## Procedencia
1. Jerez de la Frontera, Cartuja de Nuestra Señora de la Defensión;
2. Entró al museo en 1835-1836.[8]